# August II của Ba Lan
August II Mạnh mẽ (tiếng Đức: August der Starke; tiếng Ba Lan: August Mocny; 12 tháng 5 năm 1670 – 1 tháng 2 năm 1733) là Tuyển hầu xứ Sachsen của nhánh Albertine của gia tộc Wettin với tôn hiệu Friedrich August I. Ông cũng đồng thời là Khâm sai (Reichsvikar) của Hoàng đế La Mã Thần thánh, vua của Ba Lan (với tôn hiệu August II) và Đại vương công Lietuva (với tôn hiệu Augustas II).
Là vua của Ba Lan (August II) và Đại vương công Lietuva, đồng thời là tuyển hầu xứ Sachsen, August II bảo trợ khoa học và nghệ thuật. Ông đã thành lập thủ đô Saxon của Dresden như một trung tâm văn hóa lớn, thu hút các nghệ sĩ từ khắp châu Âu đến triều đình của ông. Augustus cũng tích lũy một bộ sưu tập nghệ thuật ấn tượng và xây dựng các cung điện baroque xa hoa ở Dresden và Warsaw.
August II lên ngôi khi tình hình đất nước gặp nhiều khó khăn. Ông lãnh đạo Khối thịnh vượng chung Ba Lan-Litva tham gia Đại chiến Bắc Âu, dẫn đến việc Đế quốc Nga tăng cường ảnh hưởng của nó ở châu Âu, đặc biệt là ở Ba Lan. Ông lên ngôi vua Ba Lan hai lần, trị vì cho đến khi bị Nghị viện truất phế và qua đời.

## Cuộc đời
August được sinh ra tại Dresden vào ngày 12 tháng 5 năm 1670, con trai của tuyển hầu Johann Georg III và Anne Sophie của Đan Mạch. August không được chọn làm người kế ngôi khi tuyển hầu Johann Georg III quyết định cử con trai cả là Johann Georg IV lên nhận chức tuyển hầu xứ Sachsen vào năm 1691.
Thời trai trẻ, August được hưởng nền giáo dục tốt ở Pháp và nhiều lần du lịch khắp nước Pháp. Ông kết hôn với Kristiane Eberhardin ở Brandenburg-Bayreuth vào ngày 20 tháng 1 năm 1693. Họ có một đứa con trai, Frederick Augustus II (1696-1763), người kế vị cha ông là Tuyển hầu tước Saxony và Vua Ba Lan là August III.
Năm 1694, trong khi đang tham dự lễ hội ở Venice, Johann Georg IV trú tạm ở nhà của người tình là Magdalene Sybille của Neidschutz và mắc bệnh đậu mùa. Vào ngày 27 tháng 4 năm 1694, Johann Georg chết mà không có con thừa kế và người em trai August trở thành Tuyển hầu tước Saxony, như Friedrich Augustus I

## Cải đạo sang Công giáo
Để hội đủ điều kiện được bầu lên ngai vàng của Thịnh vượng chung Ba Lan-Litva năm 1697, Augustus phải chuyển sang Công giáo La Mã. Tuyển hầu tước xứ Sachsen vốn theo Tin lành từ lâu, nay biết tin tuyển hầu August I chuẩn bị chuyển qua Công giáo thì những người dân Sachsen Tin lành lục đục phản đối và khởi nghĩa. Tuyển hầu August tỏ ra là một nhà cai trị giỏi khi ông tiến hành cải cách để làm dịu mâu thuẫn với nhân dân, đồng thời ông cũng dần dần xa lánh đạo Tin lành. Dựa vào lượng ngân sách khổng lồ của tuyển hầu tước, August chuẩn bị cho tham vọng kế thừa ngôi vua Thịnh vượng chung Ba Lan-Litva mà sử sách gọi là "nhà phiêu lưu Ba Lan" (Polish adventure)
Chính sách tôn giáo hướng về Công giáo của August đã làm trái ngược truyền thống của xứ Sachsen vốn theo Tin lành. Các tuyển hầu, hoàng thân theo Tin lành ở Hannover và Phổ rất lo lắng trước việc tuyển hầu August I theo Công giáo. Theo hòa ước Augsburg năm 1555, tuyển hầu August có quyền theo Công giáo và có thể không theo tôn giáo nào (tự do tôn giáo). Để chuẩn bị chuyển Ba Lan qua Công giáo nhằm thực hiện tham vọng lên ngai vàng của Thịnh vượng chung Ba Lan-Litva, August cải đạo cho con trai thừa kế (August III trong tương lai). Các quý tộc Tin lành ra sức phản đối tuyển hầu tước, nhưng bất thành.
Sau Hòa bình Westphalia, Sachsen là thành trì vững chắc của Tin lành giáo. Để xoa dịu các tuyển hầu Tin lành khác, August cử Johann Adolf II, Công tước xứ Saxe-Weissenfels làm người lãnh đạo phe Tin lành trong tương lai. Nhưng khi con trai của tuyển hầu Sachsen chính thức chuyển sang Công giáo, hai tuyển hầu ở Phổ và Hannover âm mưu lật đổ vua August (tuyển hầu Sachsen) (1717 - 1720) nhưng bất thành. Tuyển hầu Sachsen ngoài mặt tuyên bố đất tuyển hầu Sachsen theo Tin lành cho đến khi Đế quốc La Mã thần thánh bị Napoleon lật đổ năm 1806, trên thực tế ông ta đã biến toàn bộ đất tuyển hầu Sachsen theo Công giáo
Người vợ của August, Nữ tuyển hầu Christian Eberhardine, đã từ chối theo gương của chồng và vẫn là một người Tin lành. Bà không tham dự lễ đăng quang của chồng mình ở Ba Lan và trở về một cuộc sống khá yên tĩnh bên ngoài Dresden.

## Lên ngôi Vua Ba Lan lần thứ nhất (1694 - 1704)
Sau cái chết của vua Jan III Sobieski, August thắng cử và lên ngôi vua Thịnh vượng chung Ba Lan-Litva năm 1697 với sự ủng hộ của Đế quốc Nga và Áo, tài trợ cho ông thông qua ngân hàng Berend Lehmann; bất chấp việc các ứng viên Francois Louis, Hoàng tử Conti có nhiều phiếu bầu hơn ông ta. Hai ứng viên đều được tuyên bố làm vua bởi hai cơ quan khác nhau: The Primate Michaŀ Radziejowski tuyên bố Conti; Đức Giám mục Kujawy, Stanisław Dąmbski tuyên bố August làm vua. Tuy nhiên, August vội vã đến Liên bang với quân đội Saxon, trong khi Conti ở lại Pháp trong hai tháng.
Năm 1695, August II đem quân đánh Đế quốc Ottoman bên cạnh đồng minh lâu đời là Đế quốc La Mã thần thánh. Trong chiến dịch Moldavia, ông đánh tan quân Tatars trong trận Podhajce năm 1698, buộc Sultan Mustafa II ký Hiệp ước Karlowitz năm 1699 nhượng Ukraine và Podolia cho Ba Lan. Là một người cai trị đầy tham vọng, August II củng cố tình hình đất nước bằng các cuộc chiến tranh bên ngoài. Ông đã thành lập một liên minh với Frederick IV của Đan Mạch và Pyotr I của Nga để loại bỏ nhà vua trẻ Karl XII của Thụy Điển (người em họ của August). Phần thưởng của Ba Lan cho sự tham gia trong Chiến tranh Bắc cực là lãnh thổ Livonia của Thụy Điển. Tuy nhiên người em họ tài ba của August đã nhanh chóng đánh bại Đan Mạch rồi quay mũi tấn công sang đánh tan Nga ở Trận Narva (1700), cho phép ông tập trung vào cuộc đấu tranh với August. Tuy nhiên, cuộc chiến này đã là thảm họa cho Thụy Điển như đối với Ba Lan.
Karl XII nhanh chóng đánh tan người anh họ của mình tại trận Riga năm 1701, buộc vua Ba Lan rút khỏi Livonia và tiến thẳng vàoc Ba Lan. Karl đánh chiếm Warsaw vào ngày 14 tháng 5 năm 1702, đánh bại quân đội Ba Lan-Saxon một lần nữa trong trận Kliszów (tháng 7 năm 1702), và chiếm Kraków. Ông đã đánh bại một đội quân khác của August dưới sự chỉ huy của Tướng quân Adam Heinrich von Steinau tại Trận Pułtusk vào mùa xuân năm 1703, bao vậy và chiếm luôn Thorn (Toruń)
Chiến tranh quá lâu, August cần hòa bình. Nhưng người em họ của ông nghĩ rằng August sẽ an toàn ở ngôi vị hơn nếu cử một người lên "giữ hộ" ngôi vị của ông vua hiếu chiến này, và Karl chọn Stanisław Leszczyński lên ngôi vua Ba Lan năm 1704 để rồi buộc cựu vương Ba Lan phải tham gia chiến tranh cùng Thụy Điển chống Nga. Cuộc nội chiến ở Ba Lan (1704-1706) và chiến dịch Grodno (1705-1706) không tốt cho August II. Sau trận đánh Fraustadt, ngày 1 tháng 9 năm 1706, Karl XII xâm chiếm Saxon, buộc August phải giao ngai vàng Ba Lan đến Leszczyński theo Hiệp ước Altranstädt (tháng 10 năm 1706).
Ít lâu sau, Sa hoàng Pyotr I cải cách quân đội và nhanh chóng đánh bại quân Thụy Điển trong trận Poltava (1709). Sự kiện này đánh dấu sự kết thúc của Đế quốc Thụy Điển và sự nổi lên của Đế quốc Nga

## Lên ngôi Vua Ba Lan lần thứ hai (1709 - 1733)
Dưới sự ảnh hưởng của Nga, Khối thịnh vượng chung bị suy yếu rất nhiều. Năm 1709, Sa hoàng Nga đưa August II trở lại ngôi vua Ba Lan. Một lần nữa August II đã được cố gắng để thiết lập một chế độ quân chủ tuyệt đối trong Thịnh vượng chung Ba Lan-Litva, nhưng đã phải đối mặt với sự phản đối từ giới quý tộc (szlachta, xem Liên minh Tarnogród). August II quá mỏi mệt với cuộc đấu tranh nội bộ giữa người Saxon và người Ba Lan, dần hình thành phong trào đấu tranh chống triều đình với 18.000 người tham gia. Biết tin nổi loạn, Sa hoàng Nga can thiệp vào Ba Lan bằng cách buộc August II ký hòa ước hòa bình với giới quý tộc tại Sejm Yên tĩnh (Sejm Niemy).
Cuối triều đại của mình, August II ngày càng bớt phụ thuộc vào Nga (và ở một mức độ thấp hơn, trên Áo) để duy trì ngai vàng của mình. Ông duy trì hòa binh với giới quý tộc và từ bỏ tham vọng mở rộng lãnh thổ.
August II mất ở Warzawa nhưng thi thể được đưa tới nhà thờ Cathedral ở Krakow chôn cất, còn trái tim được đưa về Dresden và lưu giữ tại nhà thờ công giáo duy nhất ở Dresden - nhà thờ Hofkirche, ngay bên cạnh bức tường sứ. Huyền thoại kể rằng ông là người mê phái đẹp đến mức đến tận bây giờ cứ mỗi khi có phụ nữ xinh đẹp đi qua nơi cất giữ trái tim ấy thì nó lại nẩy lên!. Mặc dù ông không có quyền đề nghị người thừa kế do đất nước đang bị Nga chi phối, nhưng Sa hoàng lúc này là Anna của Nga đề cử con cả là August lên ngôi, hiệu August III của Ba Lan.